# Praia Vá Inhá
A Praia Vá Inhá é uma praia do Arquipélago de São Tomé e Príncipe, localiza-se a Sul da ilha de São Tomé entre a Ponta Basson Gai, junto à localidade do Alto Douro, frente ao estuário do Rio Gumbela. 